# Ghassanider
Ghassaniderne var en arabisk kongeslægt, som herskede i Hedjaz og en del af Syrien fra første århundrede e.Kr. til år 637. Ghassaniderne antog kristendommen i 300-tallet og var vasaller under det Østromerske rige. Efter de kristnes nederlag ved Yarmuk-floden år 636, da den byzantinske kejser Herakleios hær blev besejret af de muslimske arabere, forenedes deres rige med kalifatet. 